# Erkki Karu

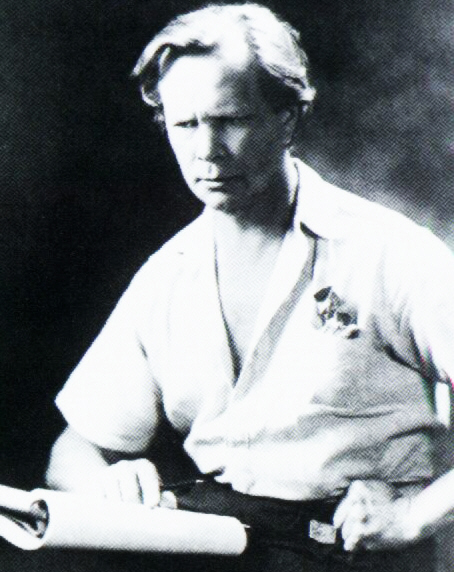
Erkki Karu

Erkki Karu, gebürtig Erland Fredrik Kumlander (* 10. April 1887 in Helsinki; † 8. Dezember 1935 ebenda), war ein finnischer Filmregisseur und -produzent.

## Leben
Erkki Karu war Wanderschauspieler, bevor er 1919 gemeinsam mit anderen die Filmproduktionsgesellschaft Suomi-Filmi gründete. Diese wurde in den 1920er Jahren die führende Filmgesellschaft in Finnland. Sein 1923 entstandener Film The Logroller's Bride war der erste international vertriebene finnische Film. 1931 drehte Karu seinen ersten Tonfilm, 1933 gründete er die Filmgesellschaft Suomen Filmiteollisuus. Meist schrieb er auch das Drehbuch und fertigte die Schnittfassung an, schuf seine Filme praktisch in Personalunion.
Karus Film Nuori Luotsi (1928) war 1972 der erste Film, der vom finnischen Filminstitut restauriert wurde.
Erkki Karu war mit Elli Kylmänen verheiratet, mit der er zwei Kinder, Olavin (1916–1992) und Sinikan (1917–1994), hatte.

## Filmografie
- 1920: Ylioppilas Pöllövaaran kihlaus
- 1920: Sotagulashi Kaiun häiritty kesäloma
- 1921: Se parhaiten nauraa joka viimeksi nauraa
- 1922: Finlandia
- 1923: Koskenlaskijan morsian
- 1923: Nummisuutarit
- 1923: Kun isällä on hammassärky
- 1924: Myrsluodon kalastaja
- 1925: Suvinen satu
- 1927: Muurmannin pakolaiset
- 1927: Runoilija muuttaa
- 1928: Junger Lotse (Nuori luotsi)
- 1929: Meidän poikamme
- 1931: Tukkipojan morsian
- 1933: Meidän poikamme merellä
- 1933: Voi meitä! Anoppi tulee!
- 1933: Ne 45000
- 1934: Meidän poikamme ilmassa - me maassa
- 1935: Syntipukki
- 1935: Roinilan talossa